# ماتسوتارو شوریکی
ماتسوتارو شوریکی (انگلیسی: Matsutarō Shōriki; ۱۱ آوریل ۱۸۸۵ – ۹ اکتبر ۱۹۶۹) سیاستمدار، جودوکار و کارآفرین اهل ژاپن بود، که در سال ۱۹۶۶ شرکت نیپون نیوز را تأسیس کرد.